# Władysław Gomułka
Władysław Gomułka nació en Krosno, Polonia en 1905. Dirigió, como Secretario general, el Partido Obrero Unificado de Polonia de 1956 a 1970. Murió el 1 de septiembre de 1982. Fue el líder de facto de la República Popular de Polonia desde 1947 hasta 1948. Después del Octubre polaco volvió a ser líder desde 1956 hasta 1970. Gomułka fue inicialmente muy popular y querido por sus reformas; su búsqueda de una "vía polaca al socialismo"; y dando lugar al período conocido como "deshielo polaco". Durante la década de 1960, sin embargo, se volvió más rígido y autoritario: temeroso de desestabilizar el sistema, no estaba dispuesto a introducir o permitir cambios. En la década de 1960 apoyó la persecución de la Iglesia Católica y la oposición anticomunista.[cita requerida]

## Biografía
Ingresó en el KPRP en 1926 y ayudó a formar apoyo a los comunistas dentro de los sindicatos obreros, aunque sin mucho éxito, y sin ganar mayor influencia dentro del KPRP. Cuando, durante la Gran Purga de 1938 en la URSS el KPRP fue disuelto por orden de Stalin, y encarcelados o fusilados sus líderes, Gomułka se libró de la represión soviética solamente por estar encarcelado en Polonia por sus actividades contra el régimen de Pilsudski. 
Cuando Polonia fue invadida por la Alemania nazi en septiembre de 1939 -estallando la Segunda Guerra Mundial- Gomułka logró aprovechar el caos de la derrota polaca para huir de la prisión con otros militantes comunistas, huyendo al este de Polonia que había sido ocupada por las tropas soviéticas. Allí se estableció en la ciudad de Lviv acogiendo a militantes comunistas que huían del nazismo y colaborando con la administración soviética. Cuando en junio de 1941 la URSS fue invadida por Alemania, Gomułka fue enviado por los soviéticos a infiltrarse en la Polonia ocupada por los alemanes para dedicarse a actividades de sabotaje, y luego a ayudar al avance del Armia Ludowa, las tropas polacas promovidas por la URSS. Cuando se instaló el Gobierno Provisional de Polonia en Lublín a fines de 1944, Gomułka colaboró con él como primer paso a una instauración de un régimen comunista polaco.
Después de la Conferencia de Yalta Stalin expandió su influencia en Polonia (entre otros países de Europa Oriental) con la intención de crear una zona de seguridad ante posibles futuras invasiones. De esta forma las potencias vencedoras permitieron la instauración de un gobierno comunista como forma de garantizar la seguridad de la Unión Soviética. Así, durante estas negociaciones, Gomułka participó en 1945 en el gobierno provisional, para ser más tarde elegido secretario general del Partido Obrero Unificado Polaco (POUP) surgido de la unión de los antiguos militantes del extinto Partido Comunista polaco con otros grupos prosoviéticos.
Sin embargo, la oposición de Gomułka a la política de Stalin que promovía la colectivización agraria forzosa, y su rechazo a la instauración de un gobierno copiado del modelo estalinista hizo que Gomułka fuera destituido de todos sus cargos políticos y condenado a prisión en 1951 por el régimen de Bolesław Bierut. Tras la muerte de Stalin se produjo, bajo el mandato de Nikita Jrushchov, un cambio de política sobre la represión de disidentes a la política oficial de Stalin, empezando el deshielo soviético y la desestalinización del "Bloque del Este"; el POUP destituyó a Bierut y tras ello Gomułka fue puesto en libertad en 1954, y fue rehabilitado políticamente dos años después. 
Tras la visita de Jrushchov a Polonia y después de numerosas protestas obreras en el verano de 1956, Gomulka fue nombrado secretario general del Partido Comunista el 20 de octubre del mismo año, permitiendo la URSS la adopción de políticas internas propias después que el mismo Gomułka postulara con éxito la vía polaca al comunismo, mientras en simultáneo -a diferencia de la revuelta de Hungría- el nuevo gobierno polaco rechazaba toda opción de abandonar el Pacto de Varsovia o retirar a los comunistas del poder. Con esto, Gomułka logró que la dirigencia del POUP recuperase popularidad por un tiempo entre las masas polacas, al asumir una causa nacionalista y contradecir la influencia soviética.
Un éxito de Gomułka en materia de política exterior llegó cuando en 1970 el gobierno de Alemania Occidental liderado por Willy Brandt reconoció diplomáticamente la frontera germano-polaca en la Línea Oder Neisse fijada por las potencias vencedoras de la Segunda Guerra Mundial, significando que el gobierno germanoocidental reconocía la soberanía polaca sobre las regiones de Pomerania, Silesia, y Prusia anexadas a Polonia (soberanía polaca que Alemania Oriental admitía desde 1949). Pese a este éxito, a finales del mismo 1970, las numerosas protestas obreras por la mala situación económica llevaron al PZPR a destituirlo en diciembre de 1970. Tras ello, Gomułka se mantuvo alejado de toda influencia política hasta su muerte.